# Hnězdenská církevní provincie

Hnězdenská církevní provincie

Hnězdenská církevní provincie je nejstarší z čtrnácti církevních provincií římskokatolické církve na území Polské republiky.
Byla zřízena roku 1000. Její poslední reorganizace byla provedena dne 25. března 1992 papežskou bulou Totus Tuus Poloniae populus.
Území provincie se člení na tyto diecéze:
- Arcidiecéze hnězdenská (vznik 1000)
- Diecéze bydhošťská (vznik 2004)
- Diecéze włocławecká (vznik př. 1133 jako diecéze kujavská, později zvaná též kujavsko-pomořanská, v letech 1818–1925 kujavsko-kaliszská, od 1925 pod dnešním jménem)

V minulosti byly součástí Hnězdenské (hnězdensko-poznaňské) církevní provincie též:
- diecéze krakovská v letech 1000–1807
- diecéze kolobřežská v letech 1000–kolem 1007
- diecéze vratislavská v letech 1000–1821
- diecéze poznaňská v letech kolem 1012–1821(1946)
- diecéze kruszwická v letech kolem 1015–přelom 11. a 12. století
- diecéze płocká v letech 1075–1818
- diecéze lubušská v letech 1124–1424
- diecéze pomořanská (kamieńská) v letech 1140–1373
- diecéze chełmenská v letech 1243–1245 a (1466)1821–1992
- diecéze lucká od 16. století–1798
- diecéze vilniuská v letech 1388–1798
- diecéze žmuďská v letech 1427–1798
- diecéze smolenská v letech 1618–1798
- diecéze livonská v letech 1621–1798
- diecéze štětínsko-kamieńská v letech 1972–1992
- diecéze gdaňská v letech 1972–1992
- diecéze koszalinsko-kolobřežská v letech 1972–1992

Arcidiecéze hnězdenská byla spojena v personální unii v letech 1821–1946 s arcidiecézí poznaňskou a v letech 1946–1972 s arcidiecézí varšavskou.
V čele Hnězdenské církevní provincie stojí arcibiskup–metropolita hnězdenský, který je současně primasem polským; v současnosti (od roku 2014) je to Wojciech Polak.